# Bernat Oliver
Bernat Oliver (València, finals del segle xiii - Tortosa, Baix Ebre, 1348) fou un teòleg i religiós agustí natural de la ciutat de València que encapçalà diversos bisbats de la Corona d'Aragó. El rei Pere el Cerimoniós afirma en la seva Història que era un dels millors mestres en teologia que tingué el món en el seu temps.
Es doctorà en teologia a la Universitat de París, i explicà les Sentències de Pere Llombard a València. Cap al 1320 fou nomenat prior del convent agustinià d'aquesta ciutat, i el 1329 fou provincial de l'orde. El 1333 i el 1335 intervingué en juntes de teòlegs constituïdes a Avinyó pels papes Joan XXII i Benet XII.
Fou escollit bisbe d'Osca l'any 1336 jurant l'observança dels estatuts del bisbat el 9 de juny de 1340. El 12 de gener de 1337, sent encara bisbe electe Bernat Oliver, i exercint la jurisdicció episcopal dos vicaris generals, canonges de la catedral d'Osca, s'aprovà l'estatut Divisione Præbendarum per part de tot el capítol, en què es dividien les rendes de l'església en vint porcions, assignant a cadascun dels vint canonges de l'església la que li pertocava i el lloc on havia de percebre-la, reservant al prebost les dècimes d'Osca, Almudévar, Tardienta, Lanaja i altres, per a distribucions i d'altres despeses comunes. Aquest estatut regí durant quatres segles i mig, quan s'abolí per la Nova Planta que n'establí l'abolició i la reunió de totes les rendes en una caixa comuna.
El setembre de 1340 visità l'església de Jaca i de comú acord amb el capítol establí algunes coses respecte al seu govern, segons constava en el Llibre de la Cadena de l'arxiu de Jaca. Celebrà sínode a l'església d'Osca, en data incerta, establint-se unes constitucions esmentades en el Llibre de la Cadena. L'abril de 1342 hi hagué un concili provincial a Saragossa, al qual assistiren en persona Pedro (arquebisbe de Saragossa), Bernat (bisbe d'Osca), Sancho (bisbe de Sogorb i Albarrasí) i Beltrán (bisbe de Tarassona), i mitjançant procuradors Arnaldo (bisbe de Pamplona) i Juan (bisbe de Calahorra). En aquest concili demanà el bisbe Bernat, conjuntament amb els capítols d'Osca i Jaca, que es restituís a la seva església l'ardiaconat de la Val de Onsella que es retenia injustament a l'església de Pamplona, obtenint d'aquesta el canonge Arnaldo Guillelmo de Gavascona les seves rendes i prebendes.
El rei Pere IV d'Aragó l'envià d'ambaixador l'any 1341 als reis Jaume III de Mallorca i Felip de França, per tal de restablir la pau entre els dos monarques, que combatien entre ells pel Senyoriu de Montpeller i els Vescomtats d'Omeladès i Carladès. Explica Zurita que estant el rei en Pere amb la seva armada a Barcelona l'any 1343 de retorn de conquerir el regne de Mallorca, per a anar als comtats de Rosselló i de la Cerdanya amb el mateix objectiu, arribà a la ciutat l'enviat del papa Climent VI, el cardenal Roders, en qualitat de legat, per tal de posar pau entre els reis Pere d'Aragó i Jaume de Mallorca, i en companyia d'aquest legat don Bernat Oliver. Aquests dos enviats del papa treballaren per posar pau entre els dos reis, cosins i cunyats, durant molt de temps obtenint exigus resultats, poc més que unes poques treves. El rei Pere tenia la clara intenció, que aconseguí, d'unir el regne de Mallorca al seu domini personal.
A principis del 1345, Bernat fou traslladat de la seu d'Osca (que va ocupar durant vuit anys) a la de Barcelona, i al cap de poc a la de Tortosa. Finalment fou promogut a cardenal amb el títol de San Marcos, terme referit per Jerónimo Román de la Higuera en la Crónica de la Órden de S. Agustín, en la centúria desena.
De la seva obra més divulgada (bé que no la més original pel contingut) Excitatorium mentis ad Deum, hi ha dues traduccions medievals, al castellà i al català. La traducció catalana (Excitatori de la pensa a Déu) del segle xv, anònima, ha estat editada modernament per Pere Bohigas, i segons ell «és una de les obres d'estil més perfecte de la nostra antiga literatura».

## Obres
- Excitatorium mentis ad Deum
- Contra cæcitatem iudæorum
- Expositio canonis missæ
- Constitutiones synodales
- Concordantiæ decretorum cum Biblia
- Tractatus contra Antichristum
- De inquisitione Antichristi (atribuïda)